# Lijst van presidenten van Kameroen
Hieronder staat een chronologische lijst van presidenten van Kameroen.

## Presidenten van Kameroen (1960-heden)
| Nr. | President | President                            | Ambtstermijn    | Ambtstermijn    | Partij    |
| --- | --------- | ------------------------------------ | --------------- | --------------- | --------- |
| 1   |           | Ahmadou Babatoura Ahidjo (1924-1989) | 5 mei 1960      | 6 november 1982 | UNC/CNU   |
| 2   |           | Paul Biya (1933)                     | 6 november 1982 | heden           | RDPC/CPDM |